# Nome pontificale
Il nome pontificale (in latino Nomen pontificale) è il nome che il papa neoeletto assume accettando l'elezione. All'uscita dal conclave, quando il nome del nuovo pontefice è proclamato al popolo di Roma, il cardinale protodiacono effettua l'annuncio dell'Habemus Papam in latino, che recita:
Da questo momento in poi il nome pontificale è il solo nome con cui il papa verrà chiamato per tutta la durata del suo pontificato (cioè fino alla fine della vita del pontefice o, eventualmente, alla sua rinuncia all'ufficio papale); nel caso di Benedetto XVI, unico papa dell'epoca moderna ad aver interrotto anzitempo il pontificato, il nome è stato mantenuto anche dopo la rinuncia.
L'usanza di cambiare nome quando si sale al trono pontificale risale alle origini del pontificato, con il cambio di nome da Simone a Pietro stabilito da Gesù Cristo (vedi infra), ma nel corso dei primi secoli non si hanno notizie di una pratica del cambio di nome al momento dell'elezione. L'affermarsi dal VI secolo della consuetudine di assumere un nome pontificale, accordando i nomi dei papi moderni ed antichi, rispettando un'uniformità di stile nella nomenclatura di tutti i papi a partire dalle origini, ha contribuito e contribuisce a suo modo a perpetuare tale istituzione.

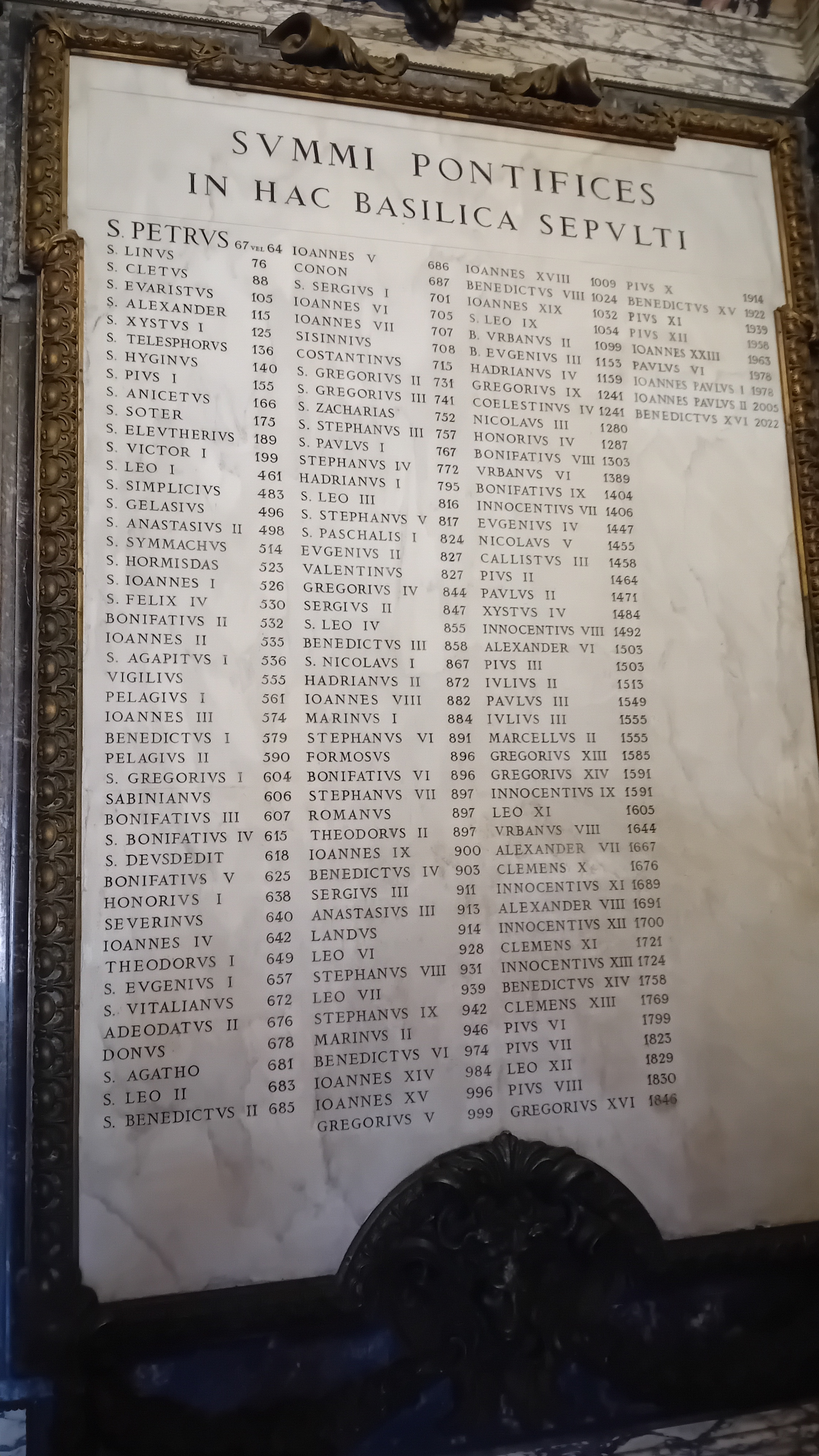
La lista dei papi sepolti nella basilica di San Pietro in Vaticano

## Forme e varianti dei nomi dei papi
I nomi dei papi cambiano a seconda della lingua, al pari dei nomi comuni. È consuetudine «tradurre», quando possibile, questi nomi con i loro equivalenti nelle lingue vernacolari. Così, un papa chiamato Iohannes in latino o Ιωάννης (Ioánnes) in greco si chiama Jean in francese, John in inglese, Giovanni in italiano, János in ungherese, eccetera.

### Nomi e lingue
«Traduzioni» di questo genere non sono sempre possibili. Alcuni nomi rari conservano, ad esempio in francese, la loro forma latina o greca, per mancanza degli equivalenti in quella lingua: Lucius, Hormisdas, Honorius, Donus, Sisinnius; tuttavia i nomi latini hanno tutti il loro equivalente in italiano, come Lucio, Ormisda, Onorio, Dono, Sisinnio.
Nelle lingue di culture non cristiane i nomi utilizzati per designare i papi sono spesso presi in prestito da altre lingue. In turco si usa designare i papi con il loro nome francese preceduto dal numero: in tal modo Giovanni Paolo II e Benedetto XVI sono chiamati generalmente ikinci Jean Paul e onaltıncı Benoit; tuttavia la lingua inglese sta guadagnando terreno, e sempre più frequentemente si incontrano le forme ikinci John Paul e onaltıncı Benedict. Si possono anche incontrare forme in latino e in italiano. Inoltre queste forme sono scritte a volte mantenendo l'ortografia originaria, altre volte secondo regole di trascrizione fonetica: Jan Pol, Benedikt.
I rapporti fra culture influiscono necessariamente sui nomi utilizzati e fra gli altri anche sui nomi dei papi. In azero, lingua parlata in Azerbaigian e vicinissima al turco, si usano i nomi russi e Giovanni Paolo II è chiamato ikinci İoann Pavel, cf. la forma russa Иоанн Павел второй (Ioann Pavel vtoroï). In tagalog, lingua ufficiale delle Filippine, i nomi dei papi sono identici a quelli spagnoli. Nei paesi del nord Europa di tradizione protestante, vengono spessissimo ripresi i nomi latini dei papi, anche se esistono degli equivalenti nella lingua locale. Possono esserci delle eccezioni per i nomi propri più comuni (Pietro, Alessandro, ...) e l'ortografia di altri nomi può essere modificata per rispettare l'ortografia della lingua (ad esempio può avvenire il cambiamento da c a k). Al contrario, le lingue di paesi ortodossi hanno degli equivalenti per i nomi dei santi della Chiesa cristiana antica e possono tradurre la maggior parte dei nomi dei papi.
Allo stesso modo, essendo il Cristianesimo presente da lunga data in alcuni paesi arabi, in arabo esistono i nomi dei santi cattolici, e quindi dei papi. Questi nomi a volte sono diversi dai loro esatti corrispondenti nella tradizione musulmana: "Giovanni" in arabo si traduce يوحنّا, yūḥannā, se è il nome di un papa cattolico, ma i musulmani chiameranno يحيی, yaḥyā Giovanni Battista.

### Ambiguità di alcuni nomi
Anche nelle liste «ufficiali» in latino può capitare che nomi diversi ma assonanti, o di significato simile, siano stati confusi a posteriori, causando delle semplificazioni o degli errori. Così, sembra che i primi tre papi chiamati "Sisto" abbiano portato il nome greco Xystos, che significa "liscio", "levigato" (forse usato per chi si faceva la tonsura religiosa), confuso col praenomen (nome latino) Sextus, che significa "il sesto (nato)". Xystos, confuso con Sextus, è stato latinizzato in Sixtus, nome poi ripreso durante il Rinascimento da due papi.
La stessa "trasformazione" è avvenuta per ragioni di assonanza tra i nomi "Martino" e "Marino" (vedi oltre). Tuttavia oggi questa confusione è riconosciuta come un errore e i due nomi sono ora considerati come distinti.
Dal 615 al 618 fu pontefice un papa chiamato, in latino, Deusdedit, che significa letteralmente "Dio ha donato". Dal 672 al 675 fu pontefice un altro papa, il cui nome latino, Adeodatus, significa la stessa cosa. In seguito si è presa l'abitudine di considerare queste come varianti dello stesso nome (come per "Martino" e "Marino") e di chiamare i due papi nelle liste in latino Adeodatus primus e Adeodatus secundus. Questi nomi sono italianizzati come Adeodato I e Adeodato II, ma in alcune liste il primo a volte è chiamato "Diodato" e il secondo "Adeodato", così come a volte si incontrano le forme "Diodato I" e "Diodato II".
Esiste poi il caso del terzo papa, Anacleto, che in alcune fonti è indicato come "Cleto".

### Durata di un nome pontificale
Ad oggi il nome che è stato portato dai pontefici in carica per più tempo è stato Pio, con ben 158 anni, seguito da Gregorio con 22 anni di differenza. Ecco una serie di nomi pontificali con la durata totale del loro pontificato.
| # | Nome      | Pontificati | Durata   | Media   |
| - | --------- | ----------- | -------- | ------- |
| 1 | Pio       | 12          | 158 anni | 13 anni |
| 2 | Gregorio  | 16          | 136 anni | 8 anni  |
| 3 | Giovanni  | 21          | 126 anni | 6 anni  |
| 4 | Benedetto | 15          | 115 anni | 7 anni  |
| 5 | Innocenzo | 13          | 114 anni | 8 anni  |
| 6 | Leone     | 14          | 100 anni | 7 anni  |
| 7 | Clemente  | 14          | 93 anni  | 6 anni  |

## Storia

### Nomi dei primi papi

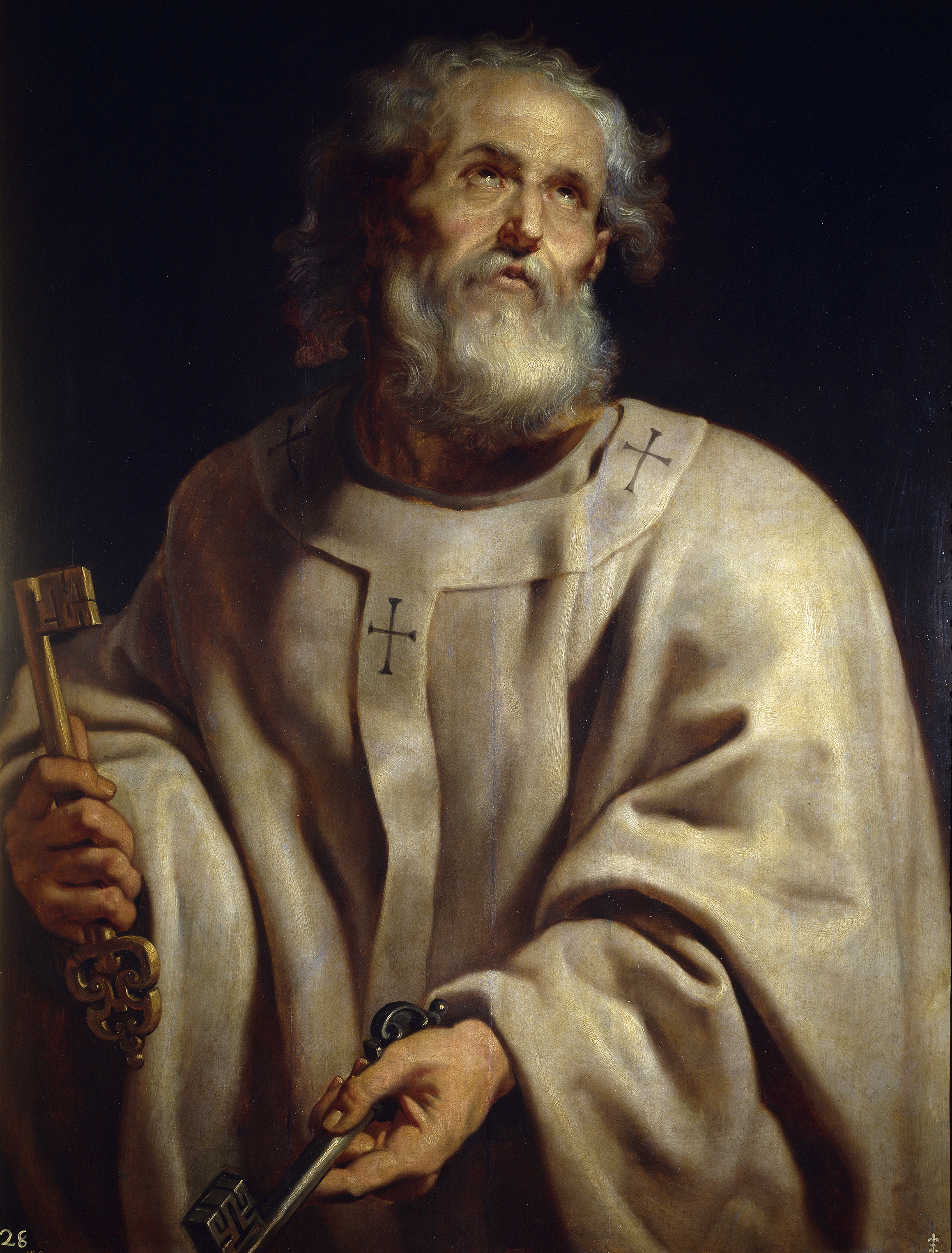
Simon Pietro, apostolo e primo papa, dipinto da Rubens

Non si sa molto riguardo ai primi papi, e le poche notizie che se ne hanno si riducono molto spesso al loro nome. Uno dei motivi è la scarsità di fonti.
Generalmente si pensa che i primi papi ci siano noti sotto il loro vero nome, ma nulla ci permette di affermarlo con certezza, vista la scarsità delle fonti. Nel Vangelo secondo Matteo, l'apostolo Pietro si chiamava Simone figlio di Giona prima che il Cristo lo rinominasse mediante quella frase che, per i cattolici, costituisce allo stesso tempo l'istituzione del pontificato che gli viene affidato:
Dei suoi immediati successori non si sa gran che. C'è una certa imprecisione nella lista dei primi papi, a seconda delle fonti, in particolare sulle date del loro pontificato, e sul nome e la collocazione cronologica di Cleto, che altri chiamano Anacleto.
I primi papi potevano essere di origine giudea, latina, greca od originari del Medio Oriente, dell'Africa del Nord o di qualsiasi altra parte dell'Impero Romano; ciononostante, i loro nomi giunti fino a noi sono praticamente sempre latini o greci, le lingue ufficiali dell'Impero. Si può pensare che tali nomi siano traduzioni dei loro nomi originali, o anche che essendo dei cittadini romani, senza essere di etnia latina, avessero un nome comune nella loro lingua ed uno ufficiale in greco o in latino. Forse qualcuno di loro aveva già avuto occasione di cambiare il proprio nome entrando nella religione molto prima di diventare papa. I nomi latini che ci sono rimasti sono indifferentemente dei prænomina (nomi romani), dei nomina o dei cognomina ovvero dei cognomi, nomi di famiglia o dei soprannomi, senza che ne sappiamo la ragione. Ad esempio, di papa Giovanni III sappiamo che si chiamava Catelino, ma non sappiamo se era il suo cognome o il suo nome prima di divenire papa, e lo stesso è per papa Benedetto I (Benedetto Bonosio).
Solamente due nomi di papi sono di origine ebraica, ma sono tratti dal Nuovo Testamento e compaiono molto tardivamente, in un'epoca in cui il Cristianesimo è ormai del tutto separato dal giudaismo. Questi nomi sono "Giovanni" (nel 523, dal profeta San Giovanni Battista e da San Giovanni apostolo) e "Zaccaria" (nel 741, da san Zaccaria, padre del Battista). Infine, solamente un papa sembra aver portato un nome di origine germanica: Lando. Si tratta dell'ultimo papa (prima di Giovanni Paolo I e Francesco) a scegliere un nome inedito; dopo di lui, tutti i papi hanno portato un nome già usato da almeno uno dei predecessori e ben presto inizierà l'abitudine del cambiamento sistematico del nome.
I primi papi furono quasi tutti considerati santi fino al VI secolo. Per questo i nomi con cui essi sono conosciuti divennero in seguito dei nomi di battesimo per le generazioni seguenti, e molti di essi sono ancora usati ai nostri giorni. Un'eccezione è Onorio: egli non fu santo, anzi fu accusato di eresia (ingiustamente) e condannato (post mortem) per negligenza in questioni di dottrina da Leone II e Benedetto II. Però un antipapa (Onorio II) e tre papi (Onorio II, III e IV) ripresero il suo nome, in omaggio a un papa celebre per le grandi opere edilizie e caritatevoli.

### Origine del cambio di nome dei papi
Il primo caso di cambio del nome avvenne nel 533 allorché il neoeletto, che portava il nome di un dio pagano, Mercurio, per ragioni di opportunità, scelse di chiamarsi "Giovanni II". Alcune fonti, tuttavia, ritengono che "Mercurio" fosse un soprannome (derivato dal cognome, "Mercurialis") e che, in realtà, il religioso si chiamasse Giovanni. Alcuni genealogisti ritengono che papa Adriano III in realtà fosse Agapito dei Conti di Tuscolo, fratello di papa Sergio III e discendente di papa Adriano I, cui avrebbe reso omaggio cambiando nome, ma non sono molti i documenti a supporto di questa tesi. È probabile, quindi, che il primo papa ad assumere il nome pontificale al posto di quello di battesimo sia stato Ottaviano dei Conti di Tuscolo, divenuto papa col nome di Giovanni XII, nel 955. 
Nel 983, Pietro Campanora (o "Canepanova") divenne papa con il nome di Giovanni XIV; la ragione, questa volta, era che non voleva che vi fosse un altro papa di nome Pietro se non San Pietro, l'apostolo e il primo papa.
Poco dopo, dal 996, fu eletto il primo papa di origine germanica, Bruno di Carinzia, cui succedette nel 999 il primo papa francese, Gerbert di Aurillac. Entrambi avevano nomi germanici totalmente estranei alla tradizione papale (malgrado un precedente, "Lando" o "Landone", che aveva un nome germanico nonostante fosse originario dell'Italia). Essi, quindi, cambiarono nome e divennero rispettivamente Gregorio V e Silvestro II, in riferimento ai celebri San Gregorio Magno e San Silvestro. A quell'epoca, i nomi di origine germanica erano molto diffusi, e non soltanto in paesi germanici; però, qualunque papa ne portasse uno lo cambiava appena eletto. Le uniche eccezioni riguardano degli antipapi dell'XI secolo di cui oggi si conosce solo il nome di nascita germanico (Teodorico e Alberto), anche se è più probabile che abbiano cambiato nome e di essi non sia rimasta traccia nei documenti storici (di Teodorico, infatti, alcuni documenti attestano si chiamasse "Silvestro III", in quanto al suo tempo papa Silvestro III era ritenuto un antipapa).
Per tutte queste ragioni, alla fine del X secolo l'usanza di cambiare nome era stata rispettata già dalla maggior parte dei papi, ma da allora questo costume si è stabilito per tutti i pontefici qualunque fosse il loro nome di nascita, anche se già appartenuto a predecessori: ad esempio, Etienne Aubert divenne papa Innocenzo VI, non "Stefano X"; Felice Peretti divenne papa Sisto V, non "Felice IV"; Benedetto Odescalchi divenne papa Innocenzo XI, non "Benedetto XIII". Adriano VI e Marcello II furono solo due eccezioni. Si trovò allora una giustificazione simbolica: il nuovo papa non è più lo stesso uomo che era prima dell'ascesa al trono papale. Era un modo per dare una nuova importanza a questa ascesa non solo temporale, ma anche e soprattutto spirituale.
Approssimativamente, fino alla fine del XII secolo si considerava l'eletto come papa non dal momento dell'elezione, come avviene oggi, ma a partire dall'intronizzazione, chiamata, in séguito, "incoronazione" e dopo con Giovanni Paolo I "solenne cerimonia di inizio pontificato" e con Benedetto XVI "messa di inizio del ministero petrino". Questa era indispensabile per diverse ragioni, in particolare perché bisognava aspettare il consenso dell'imperatore, ma anche perché molti eletti non erano vescovi e neppure preti, e perciò dovevano essere ordinati e consacrati prima di assumere le funzioni del pontefice. Papa Gregorio VII, eletto nel 1073, insisteva ancora sul fatto che è l'intronizzazione che fa il papa: a causa di situazioni politiche spesso caotiche, molti papi eletti attendevano molto tempo prima di essere intronizzati, a volte più di un anno. Il vescovo Guiberto di Ravenna, designato papa (in realtà antipapa) dall'imperatore Enrico IV nel 1080, non poté essere intronizzato a Roma prima del 1084: durante questi quattro anni fu considerato soltanto un «papa eletto» e non un papa nell'esercizio delle proprie funzioni. Egli scelse il suo nome pontificale di Clemente III solo al momento dell'intronizzazione. Si può dunque considerare che i suoi due successori immediati, Teodorico e Alberto, come detto sopra abbiano scelto nomi che non sono rimasti impressi su alcun documento storico, o meglio che la loro intronizzazione clandestina non abbia lasciato tracce storiche del nome che scelsero, anche se diverse trascrizioni attestano che Teodorico scelse come nome Silvestro III.
Dopo il 996, come già detto sopra, soltanto due papi hanno mantenuto il proprio nome originario: Adrian Florenszoon Boeyens Dedel, divenuto Adriano VI nel 1522, e Marcello Cervini, divenuto Marcello II nel 1555. Giuliano Della Rovere avrebbe forse desiderato fare altrettanto nel 1503, ma il nome di Giuliano non era mai stato portato da nessun papa prima di lui. Egli pensò bene dunque a Giulio, nome già portato da San Giulio, in omaggio a Giulio Cesare, e divenne così papa Giulio II. Secondo la tradizione popolare romana, la consuetudine di cambiare il nome venne da tutti rispettata, a partire dalla metà del XVI secolo, forse per ragioni scaramantiche. Nel 1522, infatti, l'usanza venne disattesa da Adriaan Florenszoon Boeyens Dedel, divenuto papa con il nome di Adriano VI e morto un anno e poco dopo l'elezione. Nel 1555, ancora, l'usanza venne disattesa da Marcello Cervini degli Spannocchi, divenuto papa con il nome di Marcello II e morto pochi giorni dopo. Da allora nessun papa mantenne il nome battesimale.
In effetti, dopo Lando/Landone nel 913 fino all'epoca contemporanea nessun papa ha portato un nome inedito: al tempo di Landone, il papato era confiscato da alcune famiglie romane, tra le quali i Conti di Tuscolo e i Crescenzi, ed i nomi che ne uscivano erano estremamente poco vari. Poco dopo, quando il cambio del nome divenne un'usanza, tutti i papi rispettarono il principio di riprendere un nome che fosse stato già portato da almeno un papa prima di loro, per quanto diverso da quello dei predecessori più immediati. In epoca contemporanea ci sono state le innovazioni di Giovanni Paolo I nel 1978 e Francesco nel 2013: il primo volle tenere insieme due nomi per riferirsi ai suoi immediati predecessori; innovativi non erano i singoli nomi, ma il fatto di portare un doppio nome, primo caso nella storia; il secondo scelse un nome completamente inedito.

## Significato del nome pontificale
Il nome pontificale scelto da un papa può sottintendere molti significati, e la ragione della scelta di molti papi è sconosciuta. Il nuovo papa può scegliere di rendere omaggio a un santo in particolare, ad un parente o a un predecessore, oppure a una chiesa dove ha officiato, o ancora a più persone contemporaneamente che avevano lo stesso nome.
Quando Gerberto di Aurillac divenne papa nell'anno 1000, scelse il nome di Silvestro II in riferimento a San Silvestro, papa sotto l'imperatore Costantino I che riconobbe il Cristianesimo come religione dell'Impero romano, in quanto l'imperatore Ottone III si proponeva come nuovo Costantino. Numerosi papi scelsero come riferimento un predecessore lontano e glorioso, ad esempio Gregorio I o Leone I, a sfavore dei nomi dei predecessori più recenti, a volte con il preciso intento di ridonare prestigio alla funzione papale, vittima dei precedenti pontificati. In particolare, al periodo di grande decadenza del papato dal X alla prima metà dell'XI secolo in cui i nomi più frequenti erano stati Giovanni, Benedetto, Leone e Stefano, seguì un periodo di riforma, chiamato generalmente riforma gregoriana con riferimento a Gregorio VII (nonostante avesse preso l'avvio prima del suo pontificato). In contrapposizione ai papi del periodo precedente, furono ripresi molti nomi di papi antichi e l'elenco dei papi dal 1046 al 1145 mostra un numero impressionante di nomi seguiti dal numerale II. Questi nomi (come quello di Gregorio) furono impiegati di nuovo nel secolo successivo, da cui una nuova serie di nomi seguiti dal numero III, poi dal IV, prima che tale sistema si disgregasse da solo alla «generazione V».
Le turpi azioni del periodo dei Teofilatti erano state dimenticate, nel XIII e XIV secolo i nomi Giovanni e Benedetto tornarono di moda, seppur con molta meno frequenza. Al contrario si è dovuto attendere ancora qualche secolo prima che ritornasse il nome Leone (dopo Leone IX, si avranno solo altri tre Leone nell'arco di ben quattro secoli), e Stefano non fu più riutilizzato, forse a causa del problema di numerazione legato a questo nome.
Un esempio controverso di omaggio al predecessore è Benedetto XI: Niccolò di Boccassio scelse di omaggiare Bonifacio VIII, alias Benedetto Caetani; ma in teoria, poiché la legittimità di Benedetto X era fortemente contestata, avrebbe dovuto riprendere lo stesso numerale. Lo stesso è per Bonifacio VIII che, per omaggiare San Bonifacio IV cui era devoto e di cui aveva trovato reliquie, avrebbe forse dovuto riprendere il numerale di Bonifacio VII.
Durante il periodo del grande scisma d'occidente, i papi di Roma, Avignone e Pisa, scelsero dei nomi ben distinti. Dopo la riunificazione del papato, i papi scelsero di escludere i nomi dei predecessori delle tre antiche linee di successione, e riesumarono dei nomi caduti in disuso, il primo di essi nel 1417 scelse il proprio nome facendo riferimento solo al santo del giorno della sua elezione, l'11 novembre, san Martino di Tours, e divenne papa Martino V.
Durante il periodo del Rinascimento furono utilizzati numerosi nomi differenti, alcuni usuali altri caduti in disuso, senza nessun altro vincolo se non quello di scegliere nomi già portati almeno una volta. Alcuni arrivarono anche a conservare il proprio nome di battesimo: Adriano VI, Marcello II e, con una modifica minima, Giulio II. Il cardinale Enea Silvio Piccolomini divenne papa Pio II con riferimento al Pius Aeneas di Virgilio. Rodrigo Borgia scelse di chiamarsi Alessandro VI confessando di far riferimento ad Alessandro Magno, dato che il Rinascimento consentiva il riferimento all'antichità pagana, così come Giulio II volle omaggiare Giulio Cesare.
Alcuni eletti ripresero semplicemente il nome di un precedente papa della propria famiglia; Pio III era il nipote di Pio II, Onorio IV il pronipote di Onorio III e Leone XI il pronipote di Leone X. Alessandro Farnese scelse il proprio nome per commemorare il figlio prematuramente morto nel 1510, il secondogenito Paolo.

### Lapietas
Da quando i papi cambiano il proprio nome al momento dell'accesso al pontificato, il motivo più frequente per il cambio del nome è un riferimento ad un predecessore non troppo lontano, verso il quale il nuovo eletto intende esprimere la propria gratitudine per motivi personali. Questa usanza viene chiamata col termine latino pietas, che in questo caso si può tradurre con "venerazione" o "gratitudine".
Sempre più spesso, dei nuovi papi scelsero il nome del papa che li aveva creati cardinali, o grazie al quale erano saliti in grado nella gerarchia. Così Clemente XIV era stato nominato cardinale da Clemente XIII, a sua volta creato cardinale da Clemente XII, a sua volta fatto cardinale da Clemente XI (fatto cardinale, invece, da Alessandro VIII). Già Clemente X era stato creato cardinale dal predecessore Clemente IX.
Altri omaggi sono più sottili, alcuni eletti volevano onorare la memoria di un papa che aveva aiutato la loro famiglia o, in senso opposto, la cui famiglia aveva permesso la loro elezione. Per l'elezione di Alessandro VIII fu determinante l'influenza del cardinale Flavio Chigi, nipote di Alessandro VII (i due papi "Alessandro", per altro, erano stati nominati cardinali lo stesso giorno). La sistematizzazione di questo metodo, a partire dal XVI secolo, portò ad un grande impoverimento dei nomi dei papi, di fatto i quattordici papi che si succedettero dal 1644 al 1774 portarono solo quattro nomi diversi (4 Innocenzo, 2 Alessandro, 6 Clemente e 2 Benedetto), come anche gli undici papi che si succedettero dal 1775 al 1958 (7 Pio, 2 Leone, un Gregorio e un Benedetto).

### I papi contemporanei
Angelo Giuseppe Roncalli, diventato Papa Giovanni XXIII, scelse di assumere un nome che non era stato più portato da secoli e che, addirittura, corrispondeva al nome ed al numero portati da un antipapa (l'antipapa Giovanni XXIII), la cui illegittimità è oggi fuor di dubbio. In questo, Roncalli contraddisse Rodrigo Borgia, che si chiamò Alessandro VI e non "V" perché riteneva Alessandro V e Giovanni XXIII papi legittimi e non antipapi. Roncalli mise dunque il suo pontificato sotto il segno di san Giovanni apostolo, il meno sinottico degli Evangelisti, facendo riferimento non a un suo predecessore ma direttamente ad un santo dei primi tempi della cristianità. In tale nome vi era anche un riferimento al padre del pontefice, di nome Giovanni, al quale il figlio volle rendere omaggio.
Anche il suo successore, Giovanni Battista Montini, si rifarà ad un apostolo, scegliendo il nome di Paolo VI, riferito a Paolo di Tarso. Alcuni commentatori hanno sottolineato che non avrebbe potuto chiamarsi Giovanni XXIV, proseguendo l'opera del suo predecessore, perché Giovanni era già il suo nome di battesimo.
I papi seguenti hanno ripreso l'abitudine di rendere omaggio ai loro recenti predecessori: Albino Luciani, con il nome di Giovanni Paolo I, fa riferimento esplicitamente ai papi che l'hanno preceduto, ma si è potuto vedere nella sua scelta un possibile omaggio alla città di Venezia, di cui fu vescovo, dove una basilica porta il nome di "Santi-Giovanni-e-Paolo" (San Zanipolo). Il suo brevissimo pontificato non gli permise che di abbozzare un nuovo stile. Dopo la sua morte repentina ed inattesa, il giornale francese Le Monde titolava «alla ricerca di Giovanni Paolo II». Sei giorni dopo venne eletto pontefice il cardinale Wojtyła, che di fatto scelse proprio questo nome, suggeritogli dal cardinale e amico Stefan Wyszyński, dato che era ormai grande la stima e l'affetto degli italiani verso Giovanni Paolo I.
Quanto a Benedetto XVI, al secolo Joseph Ratzinger, egli stesso ha dichiarato che il suo nome è un riferimento a san Benedetto da Norcia, patrono ed evangelizzatore d'Europa, e al papa Benedetto XV che esortò alla pace durante la prima guerra mondiale.

Il cardinale Jorge Mario Bergoglio, eletto nel 2013 dopo la rinuncia al ministero petrino di Benedetto XVI, è stato il primo pontefice a scegliere il nome Francesco. A questo proposito, Bergoglio ha dichiarato, dal canto suo, che la scelta di richiamare il santo d'Assisi poggia le basi essenzialmente su tre motivi: un richiamo ed un'attenzione verso la povertà e la semplicità, la volontà di costruire una vera pace ed il desiderio di rilanciare al meglio le relazioni fra le grandi religioni del mondo. Il 16 marzo 2013, durante un incontro con i giornalisti nell'Aula Paolo VI, il neo eletto papa spiegò ufficialmente le ragioni della scelta del suo nome pontificale:
Nel 2025, Robert Francis Prevost ha spiegato di aver scelto il nome pontificale di Leone XIV in continuità con quello di Leone XIII, in particolare per l'enciclica Rerum novarum e la dottrina sociale della Chiesa.

## Numerazione dei papi

### Origine
Quando ogni papa aveva un nome diverso, non c'era alcun problema negli elenchi. Nel 257, Xystos, che oggi chiamiamo Sisto II, fu il primo papa a portare un nome già utilizzato. Questa situazione divenne poi sempre più frequente.
A cominciare da Pelagio II (579-590), per distinguere due papi con lo stesso nome e di pontificati consecutivi, si aggiunse la parola junior al secondo. Poi, quando vi furono tre papi consecutivi con lo stesso nome si aggiunse secundus junior. Per evitare le confusioni originate da questo sistema complesso, da papa Gregorio III (731-741), si cominciò ad aggiungere occasionalmente un numero al nome del papa. Tale costume divenne regola nei documenti ufficiali a partire dal X secolo. Questa usanza è quindi all'incirca contemporanea al cambio di nome sistematico dei papi. A cominciare da Leone IX (1049-1054), il numero comparve anche sulle bolle pontificali (sigilli) e sull'anello piscatorio.
I papi che avevano regnato prima dell'adozione di questo sistema di numerazione furono numerati a posteriori. I papi il cui nome non è mai stato riutilizzato non sono stati numerati; tuttavia, quando nel 1978 Albino Luciani, divenuto papa, scelse di portare un nome inedito, primo dopo Lando (913-914), decise anche di aggiungere il numero I, seguendo l'uso moderno di regnanti europei come ad esempio Juan Carlos I, chiamandosi così papa Giovanni Paolo I prima quindi che vi fosse un "Giovanni Paolo II". Ciò fu considerato da alcuni un errore formale da parte di Luciani, perché di regola il primo papa ad avere un dato nome non va numerato finché non c'è il secondo; in realtà, Giovanni Paolo I motivò la propria scelta di inserire l'ordinale nel nome come significato non tanto di numerazione, ma di nome nel suo insieme, ovvero "novità" ("primo" in quanto "nuovo") nella "continuità" (Giovanni e Paolo erano stati i suoi due immediati predecessori). Anche il cardinale Pericle Felici, appena annunciò l'elezione di Luciani, aggiunse al suo nome il numerale dicendo sibi nomen imposuit Ioannis Pauli Primi, e non solo Ioannis Pauli (cosa che non fece un paio di mesi dopo col suo successore Giovanni Paolo II).
Gli antipapi precedenti all'adozione di questo sistema non sono stati, in generale, numerati a posteriori, ad eccezione dell'antipapa Felice II perché fu considerato a lungo un papa legittimo e per di più santo (in realtà confuso con un omonimo martire), e per questo rimase per secoli nelle liste dei papi. Altri antipapi presi erroneamente in considerazione nella numerazione papale sono Bonifacio VII, Giovanni XVI e Benedetto X, il che ha causato degli errori nella numerazione dei papi successivi che avevano lo stesso nome, a meno che la loro numerazione a posteriori non sia stata fatta per giustificare tali errori, come nel caso di Giovanni XVI. Dopo quest'ultimo, infatti, il suo numerale fu ripreso da Siccone Secco, che però fu rinumerato "XVII" perché secoli dopo furono aggiunti, tra i papi di nome "Giovanni", due personaggi in più, falsando la numerazione e creando vuoti, come è spiegato in dettaglio più avanti.
Gli antipapi successivi all'adozione della numerazione hanno adottato questo sistema perché si ritenevano dei papi legittimi ma, non essendo riconosciuti dalla Chiesa, il loro nome e numero sono stati considerati come ancora disponibili: così, quando un papa legittimo più recente riprendeva lo stesso nome, riprendeva con esso anche il numero. Durante lo Scisma d'Occidente, ad esempio, regnarono gli antipapi chiamati Clemente VII, Benedetto XIII, Giovanni XXIII, Clemente VIII. Ciò non ha impedito, più tardi, che i papi legittimi Clemente VII, Clemente VIII, Benedetto XIII e Giovanni XXIII portassero a loro volta gli stessi nomi e numeri.

### Errori di numerazione
Se si osserva la lista dei papi più accettata, si riscontrano delle anomalie nella numerazione di alcuni nomi. La maggior parte sono dovute a degli antipapi che un tempo erano considerati legittimi, ma alcune sono semplici errori.
- Bonifacio VII, Benedetto X e Alessandro V: Come abbiamo appena visto, la Chiesa cattolica considera nullo il regno degli antipapi; di conseguenza, il numero di un antipapa, in linea di principio, viene ripreso se un papa sceglie lo stesso nome pontificale. I nomi e i numeri di tre antipapi, tuttavia, non sono stati ripresi: Bonifacio VII, Benedetto X e Alessandro V: dopo di loro, i papi legittimi che avevano lo stesso nome si chiamarono Bonifacio VIII, Benedetto XI e Alessandro VI. Si noterà che Alessandro V (come già detto sopra) fu uno dei due papi eletti dal concilio di Pisa durante il Grande Scisma d'Occidente. L'illegittimità dei papi pisani era ancora dibattuta all'epoca di Alessandro VI, che li considerava entrambi veri papi. Il nome dell'altro antipapa pisano, Giovanni XXIII, fu ripreso nel '900 da Giovanni XXIII che, all'opposto, li considerava entrambi usurpatori e volle darsi il numerale "XXIII" proprio per confermare l'illegittimità dei papi pisani e del concilio che li aveva eletti. Eppure, lo stesso Martino V si considerava successore immediato di Giovanni XXIII, non di Gregorio XII (secondo Martino, validamente deposto nel 1409 dal concilio di Pisa), e considerava Alessandro e Giovanni legittimi successori di Gregorio.
- Felice II: Allo stesso modo, Felice II è oggi considerato un antipapa. Felice III e Felice IV non ebbero un numero durante la loro vita, poiché l'abitudine di numerare i papi venne dopo il loro regno e il loro numero fu attribuito in seguito. Sarebbe quindi forse preferibile chiamarli Felice II e Felice III, come avviene in alcune liste, ma l'esistenza di un antipapa che più tardi si chiamò Felice V ha spinto molti commentatori a mantenere i nomi di Felice III e Felice IV. A motivo di ciò in alcune liste ufficiose per Felice III e Felice IV a volte si può adottare una doppia numerazione: rispettivamente "III (II)" e "IV (III)".
- Giovanni XVI e Giovanni XX: Il primo è il nome di un antipapa, il secondo è il nome di un inesistente: non ci fu né un papa né un antipapa di nome Giovanni XX. Siccone Secco (1003), Giovanni Fasano (1003-1009) e Romano dei Conti di Tuscolo (1024-1032), quando scelsero per sé il nome papale Ioannes, si chiamarono giustamente Giovanni XVI, XVII e XVIII, perché sapevano che Giovanni Filagato, l'antipapa Giovanni XVI, era stato uno pseudo-pontefice. Ma anni dopo, nella letteratura storica, si credette erroneamente che Filagato fu papa tra Gregorio V e Silvestro II, così gli ordinali dei papi Secco, Fasano e Tuscolano furono corretti, ma in modo erroneo. Quando nel 1276 Pedro Julião divenne papa e scelse il nome di Giovanni, i suoi predecessori con lo stesso nome erano già molti, e mal numerati secondo diverse liste divergenti disponibili all'epoca. Alcune contavano come validi antipapi come Giovanni VIII e Giovanni XVI, e contavano due volte Giovanni XIV, come due persone distinte. Senza contare che alcune includevano col nome "Giovanni VIII", oltre al vero papa Giovanni VIII e all'omonimo antipapa, la leggendaria Papessa Giovanna. Così Pedro Julião divenne, per errore, Giovanni XXI invece di "Giovanni XIX", e Jacques-Arnaud Duèze fu papa Giovanni XXII anziché "Giovanni XX".
- Martino II e Martino III: Non vi furono papi né antipapi di nome Martino II e Martino III. Nel 1281, quando Simon de Brion, divenuto papa, scelse il nome di Martino, fu commesso l'errore: si considerò, a torto, che il nome Marino fosse una variante di Martino e si elencarono i papi Marino I e Marino II rispettivamente come Martino II e Martino III: Simon de Brion divenne così Martino IV. L'errore fu rettificato in seguito per i due Marino, ma la cattiva numerazione di Martino IV e poi Martino V è rimasta.
- Stefano IX o Stefano X? Alla morte di Papa Zaccaria, nel 752, venne eletto un presbitero di nome Stefano, che però morì appena tre giorni dopo l'elezione, prima di essere consacrato. Poiché a quell'epoca era l'intronizzazione e non l'elezione che faceva il papa, Stefano fu subito escluso dalle liste. Subito dopo di lui venne eletto un diacono, anch'egli di nome Stefano. Quest'ultimo venne considerato il secondo pontefice di nome Stefano, e i suoi successori con lo stesso nome furono considerati come papi da Stefano III a Stefano IX. A partire dal XVI secolo, si cominciò a considerare legittimo il primo Stefano II, e occorse rinumerare gli Stefano successivi da Stefano III a Stefano X, benché quest'ultimo, in vita, si chiamasse Stephanus Nonus. Ma a contare dall'edizione del 1961 dell'Annuario pontificio che serve de facto da lista ufficiale, il primo Stefano II è stato escluso un'altra volta e gli Stefano seguenti sono stati nuovamente numerati (com'erano prima) da II a IX. In alcune liste ufficiose, si può perciò trovare la doppia numerazione: ad esempio "Stefano X (IX)" o "Stefano IX (X)". Invece, nella tabella dei papi sepolti a San Pietro, i papi Stefano lì sepolti hanno il nome scritto con la numerazione avanzata, ossia come se Stefano II fosse considerato effettivamente papa, quale ulteriore fattore di possibile confusione.

Lo stesso problema si sarebbe potuto presentare con un altro papa effimero, il cardinale Teobaldo Boccapecora (o Teobaldo Buccapecus), che viene erroneamente chiamato antipapa. La sua esclusione dalle liste non ha mai causato dibattiti, poiché, eletto dai cardinali convenuti in conclave, rifiutò egli stesso l'incarico dopo averlo accettato e aver scelto come nome pontificale quello di Celestino II, nel giro di qualche ora, lo stesso giorno, il 15 dicembre 1124, prima ancora di essere consacrato ed intronizzato. Fu costretto a cedere dalla famiglia Frangipani, che avrebbe poco dopo fatto eleggere Onorio II (1124-1130). Se, giustamente, non si può considerarlo tra i papi (il papato all'epoca iniziava dall'intronizzazione), è erroneo anche il classificarlo come antipapa: poiché la numerazione di papi era già corrente al suo tempo, il successivo papa Celestino (Guido da Città di Castello) si chiamò anch'egli, in modo del tutto naturale, Celestino II (1143-1144).
Vi fu anche un altro papa effimero, Gregorio XI-Vicedomini. Si dice che dopo la morte di Adriano V, il 5 settembre 1276 sia stato eletto il cardinale Vicedomino Vicedomini, nipote di Gregorio X (1271-1276). Vicedomini, però, morì la notte del 6 settembre. Sembra che non accettò il suo incarico, ma chiese un giorno per pensarci su, anticipando però che, se avesse accettato, avrebbe ripreso il nome dello zio, divenendo papa Gregorio XI. Quell'indecisione fu determinante, dato che morì prima di accettare l'ufficio apostolico (dal Concilio Lateranense III in poi, fino ad oggi, basta la validità dell'elezione per essere considerati papi, che deve solo essere accettata definitivamente dall'eletto), perciò, giustamente, non fu inserito nell'elenco dei papi e il suo numero, ovviamente, è stato ripreso da Pierre Roger de Beaufort, legittimo papa Gregorio XI (1370-1378). Probabilmente l'intera storia su Vicedomini è solo una leggenda, anche perché non vi fu l'annuncio di nessuna elezione il 5 settembre 1276.

## Tavola sinottica dei nomi utilizzati dai papi
Da san Pietro a papa Leone XIV, la lista dei papi contenuta nell'Annuario pontificio annovera 267 pontefici.
Tale lista conta tre volte Benedetto IX il quale fu eletto una prima volta all'età di circa vent'anni; fu deposto, per poi ritornare papa, finché vendette la carica a Gregorio VI; ridivenne papa una terza volta, fu nuovamente cacciato e scomunicato, e - dopo aver avvelenato Clemente II e Damaso II tentando di riconquistare il pontificato - si sarebbe fatto monaco per espiare le proprie colpe, ricevendo il perdono del morente Leone IX per poi morire sotto Vittore II, ma nulla di tutto ciò è certo.
Inoltre vi sono diversi antipapi la cui posizione è messa in discussione da diversi storici, come Dioscoro, Bonifacio VII e Benedetto X. Il primo fu antipapa perché il decreto di Simmaco del 499 (abrogato però da Agapito I nel 535) stabiliva che il papa può nominare e imporre il suo successore mentre è vivo e Felice IV (III), nominando Bonifacio II, si servì di questo diritto. Gli altri due oggi sono esclusi perché la loro elezione fu segnata da violenze e irregolarità, anche se nei loro casi il papa legittimo era morto e la sede era vacante (in particolare, Bonifacio VII si fece eleggere due volte e in entrambi i casi sembra che prima abbia fatto uccidere il papa regnante). C'è poi Stefano II, che non è considerato papa perché all'epoca si diventava pontefici al momento dell'incoronazione: solo con Alessandro III, nel Concilio Laterano III si stabilì che l'eletto, all'istante, diviene papa. Contando una sola volta i tre pontificati di Benedetto IX e aggiungendo i due summenzionati antipapi (forse legittimi ma oggi esclusi), si avrebbero effettivamente 266 papi. Silvestro III, al contrario, è un papa ritenuto oggi legittimo, ma più volte messo in discussione in passato per le modalità in cui salì al trono pontificio, ossia mentre Benedetto IX, cacciato via, formalmente era ancora regnante.
Inoltre la lista conta come legittimi sia Leone VIII che Benedetto V che, tuttavia, hanno regnato contemporaneamente, essendo rivali; in effetti, tale anomalia può essere appianata con due distinte teorie:
- la prima sostiene che Leone VIII fu papa due volte, prima del secondo pontificato di Giovanni XII e poi dopo la deposizione di Benedetto V, il quale quindi fu papa nel breve periodo in cui Leone era stato deposto dal defunto Giovanni.
- la seconda teoria è che Leone VIII iniziò a essere papa solo dal momento in cui Benedetto V accettò la deposizione, riconoscendo lui come papa; in tal caso l'ordine dei pontefici sarebbe: Giovanni XII (955-964), Benedetto V (964), Leone VIII (964-965).

La lista, al contrario, esclude i papi di Avignone e quelli di Pisa che, durante il Grande scisma d'Occidente, furono rivali dei papi di Roma. In particolare, Alessandro V e Giovanni XXIII (XXII) per molto tempo furono considerati legittimi successori di Gregorio XII deposto nel 1409, ma oggi quella deposizione non è ritenuta valida: quindi, si dice oggi, essi furono non successori bensì rivali del papa ancora legittimamente regnante, non lottarono contro il predecessore deposto (come essi credevano) ma col legittimo pontefice in carica.
Tenendo in conto queste anomalie, ci sono dunque 264 nomi di papi legittimi, ripartiti nel modo seguente:
| Giovanni       | I | II | III | IV | V | VI | VII | VIII | IX | X | XI | XII | XIII | XIV | XV |     | XVII | XVIII | XIX |  | XXI | XXII | XXIII |
| Gregorio       | I | II | III | IV | V | VI | VII | VIII | IX | X | XI | XII | XIII | XIV | XV | XVI |      |       |     |  |     |      |       |
| Benedetto      | I | II | III | IV | V | VI | VII | VIII | IX |   | XI | XII | XIII | XIV | XV | XVI |      |       |     |  |     |      |       |
| Clemente       | I | II | III | IV | V | VI | VII | VIII | IX | X | XI | XII | XIII | XIV |    |     |      |       |     |  |     |      |       |
| Leone          | I | II | III | IV | V | VI | VII | VIII | IX | X | XI | XII | XIII | XIV |    |     |      |       |     |  |     |      |       |
| Innocenzo      | I | II | III | IV | V | VI | VII | VIII | IX | X | XI | XII | XIII |     |    |     |      |       |     |  |     |      |       |
| Pio            | I | II | III | IV | V | VI | VII | VIII | IX | X | XI | XII |      |     |    |     |      |       |     |  |     |      |       |
| Stefano        | I | II | III | IV | V | VI | VII | VIII | IX |   |    |     |      |     |    |     |      |       |     |  |     |      |       |
| Bonifacio      | I | II | III | IV | V | VI |     | VIII | IX |   |    |     |      |     |    |     |      |       |     |  |     |      |       |
| Urbano         | I | II | III | IV | V | VI | VII | VIII |    |   |    |     |      |     |    |     |      |       |     |  |     |      |       |
| Alessandro     | I | II | III | IV |   | VI | VII | VIII |    |   |    |     |      |     |    |     |      |       |     |  |     |      |       |
| Adriano        | I | II | III | IV | V | VI |     |      |    |   |    |     |      |     |    |     |      |       |     |  |     |      |       |
| Paolo          | I | II | III | IV | V | VI |     |      |    |   |    |     |      |     |    |     |      |       |     |  |     |      |       |
| Celestino      | I | II | III | IV | V |    |     |      |    |   |    |     |      |     |    |     |      |       |     |  |     |      |       |
| Martino        | I |    |     | IV | V |    |     |      |    |   |    |     |      |     |    |     |      |       |     |  |     |      |       |
| Niccolò        | I | II | III | IV | V |    |     |      |    |   |    |     |      |     |    |     |      |       |     |  |     |      |       |
| Sisto          | I | II | III | IV | V |    |     |      |    |   |    |     |      |     |    |     |      |       |     |  |     |      |       |
| Felice         | I |    | III | IV |   |    |     |      |    |   |    |     |      |     |    |     |      |       |     |  |     |      |       |
| Sergio         | I | II | III | IV |   |    |     |      |    |   |    |     |      |     |    |     |      |       |     |  |     |      |       |
| Anastasio      | I | II | III | IV |   |    |     |      |    |   |    |     |      |     |    |     |      |       |     |  |     |      |       |
| Onorio         | I | II | III | IV |   |    |     |      |    |   |    |     |      |     |    |     |      |       |     |  |     |      |       |
| Eugenio        | I | II | III | IV |   |    |     |      |    |   |    |     |      |     |    |     |      |       |     |  |     |      |       |
| Silvestro      | I | II | III |    |   |    |     |      |    |   |    |     |      |     |    |     |      |       |     |  |     |      |       |
| Vittore        | I | II | III |    |   |    |     |      |    |   |    |     |      |     |    |     |      |       |     |  |     |      |       |
| Lucio          | I | II | III |    |   |    |     |      |    |   |    |     |      |     |    |     |      |       |     |  |     |      |       |
| Callisto       | I | II | III |    |   |    |     |      |    |   |    |     |      |     |    |     |      |       |     |  |     |      |       |
| Giulio         | I | II | III |    |   |    |     |      |    |   |    |     |      |     |    |     |      |       |     |  |     |      |       |
| Pelagio        | I | II |     |    |   |    |     |      |    |   |    |     |      |     |    |     |      |       |     |  |     |      |       |
| Adeodato       | I | II |     |    |   |    |     |      |    |   |    |     |      |     |    |     |      |       |     |  |     |      |       |
| Teodoro        | I | II |     |    |   |    |     |      |    |   |    |     |      |     |    |     |      |       |     |  |     |      |       |
| Marino         | I | II |     |    |   |    |     |      |    |   |    |     |      |     |    |     |      |       |     |  |     |      |       |
| Agapito        | I | II |     |    |   |    |     |      |    |   |    |     |      |     |    |     |      |       |     |  |     |      |       |
| Damaso         | I | II |     |    |   |    |     |      |    |   |    |     |      |     |    |     |      |       |     |  |     |      |       |
| Pasquale       | I | II |     |    |   |    |     |      |    |   |    |     |      |     |    |     |      |       |     |  |     |      |       |
| Gelasio        | I | II |     |    |   |    |     |      |    |   |    |     |      |     |    |     |      |       |     |  |     |      |       |
| Marcello       | I | II |     |    |   |    |     |      |    |   |    |     |      |     |    |     |      |       |     |  |     |      |       |
| Giovanni Paolo | I | II |     |    |   |    |     |      |    |   |    |     |      |     |    |     |      |       |     |  |     |      |       |

Una sola occorrenza: Pietro, Lino, Anacleto, Evaristo, Telesforo, Igino, Aniceto, Sotero, Eleuterio, Zefferino, Ponziano, Antero, Fabiano, Cornelio, Dionisio, Eutichiano, Caio, Marcellino, Eusebio, Milziade, Marco, Liberio, Siricio, Zosimo, Ilario, Simplicio, Simmaco, Ormisda, Silverio, Vigilio, Sabiniano, Severino, Vitaliano, Dono, Agatone, Conone, Sisinnio, Costantino, Zaccaria, Valentino, Formoso, Romano, Lando, Francesco.

### Situazioni precedenti
A titolo comparativo, ecco come sarebbe apparsa la stessa tabella in altri momenti storici.
| Giovanni   | I | II | III | IV | V | VI | VII | VIII | IX | X | XI | XII | XIII | XIV | XV |  | XVII | XVIII | XIX |  | XXI | XXII |
| Benedetto  | I | II | III | IV | V | VI | VII | VIII | IX |   | XI | XII |      |     |    |  |      |       |     |  |     |      |
| Gregorio   | I | II | III | IV | V | VI | VII | VIII | IX | X | XI | XII |      |     |    |  |      |       |     |  |     |      |
| Leone      | I | II | III | IV | V | VI | VII | VIII | IX |   |    |     |      |     |    |  |      |       |     |  |     |      |
| Stefano    | I | II | III | IV | V | VI | VII | VIII | IX |   |    |     |      |     |    |  |      |       |     |  |     |      |
| Bonifacio  | I | II | III | IV | V | VI |     | VIII | IX |   |    |     |      |     |    |  |      |       |     |  |     |      |
| Innocenzo  | I | II | III | IV | V | VI | VII | VIII |    |   |    |     |      |     |    |  |      |       |     |  |     |      |
| Clemente   | I | II | III | IV | V | VI |     |      |    |   |    |     |      |     |    |  |      |       |     |  |     |      |
| Urbano     | I | II | III | IV | V | VI |     |      |    |   |    |     |      |     |    |  |      |       |     |  |     |      |
| Alessandro | I | II | III | IV |   | VI |     |      |    |   |    |     |      |     |    |  |      |       |     |  |     |      |
| Adriano    | I | II | III | IV | V |    |     |      |    |   |    |     |      |     |    |  |      |       |     |  |     |      |
| Celestino  | I | II | III | IV | V |    |     |      |    |   |    |     |      |     |    |  |      |       |     |  |     |      |
| Martino    | I |    |     | IV | V |    |     |      |    |   |    |     |      |     |    |  |      |       |     |  |     |      |
| Nicola     | I | II | III | IV | V |    |     |      |    |   |    |     |      |     |    |  |      |       |     |  |     |      |
| Felice     | I |    | III | IV |   |    |     |      |    |   |    |     |      |     |    |  |      |       |     |  |     |      |
| Sergio     | I | II | III | IV |   |    |     |      |    |   |    |     |      |     |    |  |      |       |     |  |     |      |
| Anastasio  | I | II | III | IV |   |    |     |      |    |   |    |     |      |     |    |  |      |       |     |  |     |      |
| Onorio     | I | II | III | IV |   |    |     |      |    |   |    |     |      |     |    |  |      |       |     |  |     |      |
| Eugenio    | I | II | III | IV |   |    |     |      |    |   |    |     |      |     |    |  |      |       |     |  |     |      |
| Sisto      | I | II | III | IV |   |    |     |      |    |   |    |     |      |     |    |  |      |       |     |  |     |      |
| Silvestro  | I | II | III |    |   |    |     |      |    |   |    |     |      |     |    |  |      |       |     |  |     |      |
| Vittorio   | I | II | III |    |   |    |     |      |    |   |    |     |      |     |    |  |      |       |     |  |     |      |
| Lucio      | I | II | III |    |   |    |     |      |    |   |    |     |      |     |    |  |      |       |     |  |     |      |
| Callisto   | I | II | III |    |   |    |     |      |    |   |    |     |      |     |    |  |      |       |     |  |     |      |
| Pelagio    | I | II |     |    |   |    |     |      |    |   |    |     |      |     |    |  |      |       |     |  |     |      |
| Adeodato   | I | II |     |    |   |    |     |      |    |   |    |     |      |     |    |  |      |       |     |  |     |      |
| Teodoro    | I | II |     |    |   |    |     |      |    |   |    |     |      |     |    |  |      |       |     |  |     |      |
| Marino     | I | II |     |    |   |    |     |      |    |   |    |     |      |     |    |  |      |       |     |  |     |      |
| Agapito    | I | II |     |    |   |    |     |      |    |   |    |     |      |     |    |  |      |       |     |  |     |      |
| Damaso     | I | II |     |    |   |    |     |      |    |   |    |     |      |     |    |  |      |       |     |  |     |      |
| Paolo      | I | II |     |    |   |    |     |      |    |   |    |     |      |     |    |  |      |       |     |  |     |      |
| Pasquale   | I | II |     |    |   |    |     |      |    |   |    |     |      |     |    |  |      |       |     |  |     |      |
| Gelasio    | I | II |     |    |   |    |     |      |    |   |    |     |      |     |    |  |      |       |     |  |     |      |
| Pio        | I | II |     |    |   |    |     |      |    |   |    |     |      |     |    |  |      |       |     |  |     |      |

Una sola occorrenza: Pietro, Lino, Anacleto, Evaristo, Telesforo, Igino, Aniceto, Sotero, Eleuterio, Zefferino, Ponziano, Antero, Fabiano, Cornelio, Dionisio, Eutichiano, Caio, Marcellino, Marcello, Eusebio, Milziade, Marco, Giulio, Liberio, Siricio, Zosimo, Ilario, Simplicio, Simmaco, Ormisda, Silverio, Vigilio, Sabiniano, Severino, Vitaliano, Dono, Agatone, Conone, Sisinnio, Costantino, Zaccaria, Valentino, Formoso, Romano, Lando.
| Giovanni  | I | II | III | IV | V | VI | VII | VIII | IX | X | XI | XII | XIII | XIV | XV |
| Stefano   | I | II | III | IV | V | VI | VII | VIII |    |   |    |     |      |     |    |
| Leone     | I | II | III | IV | V | VI | VII | VIII |    |   |    |     |      |     |    |
| Benedetto | I | II | III | IV | V | VI | VII |      |    |   |    |     |      |     |    |
| Bonifacio | I | II | III | IV | V | VI |     |      |    |   |    |     |      |     |    |
| Gregorio  | I | II | III | IV | V |    |     |      |    |   |    |     |      |     |    |
| Felice    | I |    | III | IV |   |    |     |      |    |   |    |     |      |     |    |
| Sisto     | I | II | III |    |   |    |     |      |    |   |    |     |      |     |    |
| Adriano   | I | II | III |    |   |    |     |      |    |   |    |     |      |     |    |
| Sergio    | I | II | III |    |   |    |     |      |    |   |    |     |      |     |    |
| Anastasio | I | II | III |    |   |    |     |      |    |   |    |     |      |     |    |
| Pelagio   | I | II |     |    |   |    |     |      |    |   |    |     |      |     |    |
| Adeodato  | I | II |     |    |   |    |     |      |    |   |    |     |      |     |    |
| Eugenio   | I | II |     |    |   |    |     |      |    |   |    |     |      |     |    |
| Teodoro   | I | II |     |    |   |    |     |      |    |   |    |     |      |     |    |
| Marino    | I | II |     |    |   |    |     |      |    |   |    |     |      |     |    |
| Agapito   | I | II |     |    |   |    |     |      |    |   |    |     |      |     |    |
| Silvestro | I | II |     |    |   |    |     |      |    |   |    |     |      |     |    |

Una sola occorrenza: Pietro, Lino, Anacleto, Clemente, Evaristo, Alessandro, Telesforo, Igino, Pio, Aniceto, Sotero, Eleuterio, Vittorio, Zefferino, Callisto, Urbano, Ponziano, Antero, Fabiano, Cornelio, Lucio, Dionisio, Eutichiano, Caio, Marcellino, Marcello, Eusebio, Milziade, Marco, Giulio, Liberio, Damaso, Siricio, Innocenzo, Zosimo, Celestino, Ilario, Simplicio, Gelasio, Simmaco, Ormisda, Silverio, Vigilio, Sabiniano, Onorio, Severino, Martino, Vitaliano, Dono, Agatone, Conone, Sisinnio, Costantino, Zaccaria, Paolo, Pasquale, Valentino, Nicola, Formoso, Romano, Lando.
| Sisto     | I | II | III |
| Felice    | I |    | III |
| Anastasio | I | II |     |

Una sola occorrenza: Pietro, Lino, Anacleto, Clemente, Evaristo, Alessandro, Telesforo, Igino, Pio, Aniceto, Sotero, Eleuterio, Vittorio, Zefferino, Callisto, Urbano, Ponziano, Antero, Fabiano, Cornelio, Lucio, Stefano, Dionisio, Eutichiano, Caio, Marcellino, Marcello, Eusebio, Milziade, Silvestro, Marco, Giulio, Liberio, Damaso, Siricio, Innocenzo, Zosimo, Bonifacio, Celestino, Leone, Ilario, Simplicio, Gelasio, Simmaco.

## Tradizione dei nomi pontificali
Ogni papa è del tutto libero di scegliere il nome pontificale; tuttavia, dal 913 ad oggi, solo tre papi hanno optato per un nome inedito.
Un aneddoto narra che il giorno della sua elezione, Karol Wojtyła avrebbe voluto scegliere il nome di Stanislao in ricordo del santo patrono della Polonia, ma i cardinali lo dissuasero perché il nome era inedito ed estraneo alla tradizione dei nomi pontificali. Un altro aneddoto narra che Giovanni Paolo I (Albino Luciani) confidò al fratello Edoardo che in un primo momento avrebbe voluto chiamarsi Pio XIII, ma rinunziò al nome perché temeva che sarebbe stato strumentalizzato, così pensò a Giovanni Paolo in onore dei due predecessori che avevano per lui stima e lo avevano fatto crescere nella gerarchia ecclesiale. Egli volle che il numerale "I" fosse utilizzato accanto al nome, forse affinché fosse chiaro che "Giovanni Paolo" era nome unitario, distinto da un "Giovanni XXIV" e un "Paolo VII".
Un altro aneddoto ancora dice che al momento dell'elezione Pietro Barbo (1464-1471) avrebbe voluto scegliere il nome di Formoso II, da "formosus", bello, perché era uomo prestante e gradevole, ma i cardinali lo dissuasero perché il nome rievocava pagine oscure della storia della Chiesa (il famigerato Sinodo del cadavere di papa Stefano VI contro la salma di papa Formoso). Barbo pare abbia scelto allora quello di Marco II, da papa Marco, in onore alla sua Venezia, ma anche in questo caso i porporati avrebbero opposto resistenza perché «viva San Marco» era il grido di battaglia dei ribelli veneziani. Solo allora Pietro Barbo assunse il nome di Paolo II. Lo stesso accadde nel 1769, quando il cardinale Antonio Ganganelli, che era stato eletto papa, volle chiamarsi Sisto VI, in omaggio all'ultimo papa francescano prima di lui, Sisto V (che a sua volta, per lo stesso motivo, aveva omaggiato Sisto IV). I cardinali lo dissuasero perché sapevano che il mondo avrebbe riso per un nome così cacofonico. L'eletto optò allora per il nome di Clemente XIV, in onore al suo predecessore Clemente XIII.
Da quando i papi hanno preso l'abitudine di cambiare nome in occasione della loro elezione, il primo a introdurre un'innovazione è stato Giovanni Paolo I, il quale scelse un nome doppio ma comunque composto da due nomi già utilizzati in precedenza. Nel 2013 Jorge Mario Bergoglio, eletto al soglio pontificio, adottò il nome del tutto inedito di Francesco (senza il numerale "I", a differenza di Luciani), e spiegando in seguito che gli era stato suggerito anche di chiamarsi "Adriano VII" (come Adriano VI, mosso da volontà riformatrici) o "Clemente XV" (in segno di "rivalsa" verso Clemente XIV, papa che aveva soppresso la Compagnia di Gesù cui poi appartenne Francesco).